# آل كورلي
آل كورلي (بالإنجليزية: Al Corley)‏ مواليد 22 مايو 1956 في ويتشيتا، هو ممثل ومنتج أمريكي بدأ مسيرته الفنية سنة 1979.

## الأعمال

### أفلام
- سكورشيد

### مسلسلات
- قارب الحب
- ديناستي

## روابط خارجية
- آل كورلي على موقع IMDb (الإنجليزية)
- آل كورلي على موقع ألو سيني (الفرنسية)
- آل كورلي على موقع ميوزك برينز (الإنجليزية)
- آل كورلي على موقع أول موفي (الإنجليزية)
- آل كورلي على موقع قاعدة بيانات برودواي على الإنترنت (الإنجليزية)
- آل كورلي على موقع قاعدة بيانات الأفلام السويدية (السويدية)
- آل كورلي على موقع أول ميوزيك (الإنجليزية)
- آل كورلي على موقع ديسكوغز (الإنجليزية)
- آل كورلي على موقع قاعدة بيانات الفيلم (الإنجليزية)
- آل كورلي على موقع كينوبويسك (الروسية)